# Italienisch-polnische Beziehungen
Die Italienisch-polnische Beziehungen sind die außenpolitischen Beziehungen zwischen Italien und Polen.
Die Beziehungen reichen zurück bis in die Antike, als die Bernsteinstraße von der Adria bis ins Weichseldelta führte. Die ersten Kirchenmänner, die im Mittelalter nach Polen kamen, waren unter anderem aus Italien. Auch der erste polnische Chronist Gallus Anonymus kam wahrscheinlich aus dem Raum Venedig. Viele polnische Adelige studierten an italienischen Universitäten oder gingen auf Pilgerreise nach Rom oder Padua. Drei polnische Piastenherzöge sind in italienischen Kathedralen bestattet, Boleslaus von Beuthen-Cosel, Wladislaus von Teschen und Friedrich von Teschen. Alexander von Masowien wurde Trienter Fürstbischof. Polen und Italiener nahmen an der Schlacht bei Nikopolis und der Schlacht bei Warna gegen die Osmanen teil.
In der frühen Neuzeit kamen zahlreiche italienische Humanisten und Künstler an den Königshof der Jagiellonen nach Krakau, unter anderem Filippo Buonaccorsi und Francesco Fiorentino und Bartolomeo Berrecci. 1518 heiratete der polnische König Sigismund der Alte die Mailänder Prinzessin Bona Sforza, die die florentinische Renaissance und die italienische Küche nach Polen-Litauen brachte. Mit und nach ihr kamen weitere italienische Künstler und Architekten wie Santi Gucci, Mateo Gucci, Bernardo Morando, Giovanni Battista di Quadro, Galeazzo Appiani, Giovanni Maria Bernardoni, Giuseppe Brizio, Gian Giacomo Caraglio, Giovanni Cini, Giovanni Battista, Giovanni Maria Mosca, Simon Simonius und viele mehr, die die Polnische Renaissance begründeten. Italien blieb in dieser Zeit weiterhin ein beliebter Studienort für Studenten aus Polen-Litauen und Schlesien, so unter anderem für Nicolaus Copernicus, Witelo, Jan Kochanowski und Klemens Janicki. Sigismund II. August, Sohn von Bona Sforza und damit Halbitaliener, richtete 1558 die erste Postverbindung zwischen Krakau und Venedig ein. Während der Reformation begründete der Italiener Fausto Sozzini die Polnischen Brüder. 
Polen-Litauen und Venedig waren im 17. Jahrhundert Verbündete im Kampf gegen das Osmanische Reich, so unter anderem in der Heiligen Liga. Italienische Militärs und Architekten schufen barocke Verteidigungsanlagen, Paläste und Kirchen in Polen-Litauen, wie Isidoro Affaitati, Andrea dell’Aqua, Simone Giuseppe Belotti, Giovanni Battista Gisleni und Augustyn Locci. Italienische Barockmaler waren vor allem an den Königshöfen in Krakau und Warschau tätig, unter anderem Tommaso Dolabella, Michelangelo Palloni, Astolfo Vagioli und Wilhelm Italiano. Zu den italienischen Barockmusikern am polnischen Königshof zählten unter anderen Vincenzo Gigli. Unter den Sachsen-Königen kamen viele italienische Künstler und Lebemänner aus Dresden nach Warschau, unter anderem Bernardo Bellotto, Giacomo Giuseppe Fontana, Francesco Placidi, Giacomo Casanova und Alessandro Cagliostro. Auch am Hof des letzten polnischen Königs Stanislaus II. August Poniatowski befanden sich zahlreiche Italiener, unter anderem Marcello Bacciarelli, Anna Bacciarelli, Antoni Albertrandi, Domenico Merlini, Antonio Maria Portalupi und Carlo Spampani.
Während der Teilungszeit gestalteten Italienische Architekten polnische Städte, darunter Antonio Corazzi, Francesco Maria Lanci, Enrico Marconi und Leonard Marconi. Die polnische Nationalhymne wurde in Italien geschrieben. Auch die italienische Nationalhymne nimmt Bezug auf Polen. Viele Polen flohen nach der Niederschlagung des Kościuszko-Aufstands nach Italien und begründeten dort die Polnischen Legionen wie 1848 die Mickiewiczlegion. Viele Polen nahmen 1860 an dem Zug der Tausend und dem italienischen Einigungskriegen teil. General Ludwik Mierosławski führte die internationalen Legionen 1860–1861 an. Im Gegenzug nahm die Garibaldilegion unter Francesco Nullo am polnischen Januaraufstand teil. Die österreichischen Eisenbahnen verbanden Krakau mit Triest im Habsburgerreich.
Nach dem Ersten Weltkrieg war Italien das erste Land Europas, das Polens Unabhängigkeit anerkannte. Es unterstützte Polen im Polnisch-Sowjetischen Krieg. Fiat baute seit 1932 Autos in Polen. Der Polski Fiat wurde später in der Volksrepublik Polen zum Kultauto. Obwohl Italien mit Nazi-Deutschland verbündet war, unterstützte es Hitler nicht beim Überfall auf Polen. Viele Polen flüchteten über Italien zu den Westalliierten. Das Zweite Polnisches Korps nahm an der Befreiung Italiens teil, unter anderem an den Schlachten am Monte Cassino und an der Schlacht um Ancona. Viele polnische Soldaten blieben nach dem Krieg in Italien, so zum Beispiel der Schriftsteller Gustaw Herling-Grudziński. 1966 bemühten sich polnische und italienische Diplomaten um einen Friedensschluss im Vietnamkrieg in der Operation Marigold. 1978 wurde Karol Wojtyla zum Papst gewählt. Italien unterstützte den polnischen Beitritt zur EU und NATO.
In Italien leben ca. 100.000 Polen. Zur italienischen Minderheit in Polen bekennen sich ca. 5.000 Personen.
Ein Polnisches Institut befindet sich in Rom. In Warschau und Krakau befindet sich jeweils ein Istituto Italiano di Cultura.
Polen besitzt eine Botschaft in Rom und Generalkonsulate in Mailand. Italien hat eine Botschaft in Warschau und Generalkonsulate in Bielsko-Biała, Zamość und Zielona Góra.